# Quemigny-sur-Seine
Quemigny-sur-Seine település Franciaországban, Côte-d’Or megyében. Lakosainak száma 95 fő (2022. január 1.). Quemigny-sur-Seine Meulson, Baigneux-les-Juifs, Aignay-le-Duc, Ampilly-les-Bordes, Beaunotte, Bellenod-sur-Seine, Duesme és Magny-Lambert községekkel határos.

## Népesség
A település népességének változása:
| Lakosok száma | 195  | 130  | 136  | 120  | 95   | 89   | 98   | 102  | 102  | 95   |
|               | 1968 | 1982 | 1990 | 2006 | 2013 | 2015 | 2017 | 2019 | 2020 | 2022 |